# Lingue yuin-kuri
Le lingue yuin-kuri sono un gruppo di lingue indigeno australiano della famiglia pama-nyunga.
Queste lingue sono divise nei sottogruppi yuin, kuri e yora, sebbene una classificazione esatta varia di ricercatore in ricercatore.
Queste lingue sono parlate dagli abitanti originari dell'area dove ora sorgono Sydney e Canberra.
La maggior parte di queste lingue sono ora estinte.
Il Koala deriva dalla parola gula che identifica questo animale nella lingua dharuk, facente parte del sottogruppo yora, parola che si ritrova anche in altre lingue yuin-kuri come nella lingua gundungurra, del sottogruppo yuin.

## Sottogruppo yuin
Il sottogroppo yuin include:
- La lingua gundungurra, gundungura, gudungura, o gandangara, parlata dai Gandangara a sud-est Nuovo Galles del Sud.

- Le lingue ngarigo o ngarigu, che includono anche il ngunnawal, parlato dal popolo Ngunnawal in ciò che ora è Canberra e dintorni.

- Le lingue tharawal o dharawal, lingue estinte[3] parlate lungo la South Coast del Nuovo Galles del Sud, che includono Geawegal/Gweagal, Thurga/Dhurga, Thaua/Thawa, e Dyirringany/Dyirringanj.

## Sottogruppo kuri
Il sottogruppo kuri include:
- La lingua awabakal parlata intorno al lago Macquarie (Nuovo Galles del Sud)

L'awabakal fu studiato dal reverendo Lancelot Edward Threlkeld dal 1825 fino alla sua morte nel 1859, aiutato da Biraban, il capo tribale, e parte della bibbia fu tradotta nel linguaggio.
- La lingua anaiwan o nganyaywana, una lingua estinta a nord-est del Nuovo Galles del Sud.[3]

- La lingua dhanggatti, daingatti, djangadi, dyangadi, thangatti, o dunghutti, dal nord-est del Nuovo Galles del Sud (salcuni ricercatori includono anche Nganyaywana[4]).

- La lingua worimi, gadjang, gadang, gadhang, o kattang, una lingua estinta[3] parlata dai Worimi, dalla parte orientale di Port Stephens e della regione dei grandi laghi del Nuovo Galles del Sud (alcuni ricercatori includono anche l'Awabakal[5]).

- La lingua yugambeh o yugambal, una lingua estinta parlata dagli Yugambeh popolo Bundjalung che vive nella costa sud-est del Queensland tra il fiume Logan e il fiume Tweed River.[6]

## Sottogruppo yora
Il sottogruppo yora (o iyora) è diviso talvolta in altri due sottogruppi. Parlato nella regione di Sydney,
è definito a volte per includere la lingua awabaka.
- Lingua darkinjung o darkinyung, una lingua estinta.[3]

- Lingua sydney, Dharug, Dharuk, Daruk, o Darug, una lingua estinta[3] che si sta cercando di far rivivere.[7]